# Spektralfilter
Spektralfilter sind optische Filter die einen Teil des Lichtspektrums ausblenden bzw. durchlassen. Im Bereich des sichtbaren Lichts, insbesondere der Fotografie, nennt man solche Filter Farbfilter. Man unterscheidet zwischen zwei Funktionsprinzipien, dem  Interferenzfilter (z. B. Monochromatoren, dielektrischer Spiegel) und dem Absorptionsfilter.
Siehe auch
Spektroskopie, Farbmetrik (Colorimetrie), 